# Noah Chivuta
Noah Sikombe Chivuta (ur. 25 grudnia 1983 w Ndoli) – zambijski piłkarz grający na pozycji pomocnika.

## Kariera klubowa
Karierę piłkarską Chivuta rozpoczął w mieście Luanshya, w tamtejszym klubie Roan United. W 2001 roku zadebiutował w jego barwach w zambijskiej Premier League. W 2002 roku odszedł do południowoafrykańskiego Hellenic FC, a po pół roku gry w tym klubie odszedł do Pietersburga Pillars. W latach 2003–2004 grał w zambijskim Kabwe Warriors, z którym w 2003 zdobył Challenge Cup. W 2004 roku ponownie trafił do ligi RPA, tym razem do zespołu Maritzburg United. W sezonie 2005/2006 grał w SA City Pillars, a w latach 2006–2008 w Bidvest Wits. sezon 2008/2009 spędził w Supersport United i został z nim mistrzem kraju. W połowie 2009 roku wrócił do Maritzburga United. W 2010 roku przeszedł do Free State Stars i występował tam do 2013 roku.
Następnie grał w Tajlandii w zespołach Nakhon Ratchasima, Trat FC oraz Ayutthaya United.

## Kariera reprezentacyjna
W reprezentacji Zambii Chivuta zadebiutował 29 września 2007 roku w wygranym 3:0 meczu z COSAFA Cup 2007 w Mozambikiem i w debiucie zdobył gola. W 2010 roku został powołany do kadry na Puchar Narodów Afryki 2010.